# Hulett
Hulett és un poble dels Estats Units a l'estat de Wyoming. Segons el cens del 2000 tenia 408 habitants.

## Demografia
Segons el cens del 2000, Hulett tenia 408 habitants, 173 habitatges, i 106 famílies. La densitat de població era de 181,1 habitants/km².
Dels 173 habitatges en un 32,4% hi vivien nens de menys de 18 anys, en un 53,2% hi vivien parelles casades, en un 4,6% dones solteres, i en un 38,7% no eren unitats familiars. En el 35,3% dels habitatges hi vivien persones soles el 16,8% de les quals corresponia a persones de 65 anys o més que vivien soles. El nombre mitjà de persones vivint en cada habitatge era de 2,36 i el nombre mitjà de persones que vivien en cada família era de 3,15.
Per edats la població es repartia de la següent manera: un 28,9% tenia menys de 18 anys, un 8,1% entre 18 i 24, un 26,7% entre 25 i 44, un 19,9% de 45 a 60 i un 16,4% 65 anys o més.
L'edat mediana era de 36 anys. Per cada 100 dones de 18 o més anys hi havia 97,3 homes.
La renda mediana per habitatge era de 23.125 $ i la renda mediana per família de 31.250 $. Els homes tenien una renda mediana de 27.875 $ mentre que les dones 15.455 $. La renda per capita de la població era de 12.582 $. Entorn de l'11,9% de les famílies i el 15,8% de la població estaven per davall del llindar de pobresa.

## Poblacions més properes
El següent diagrama mostra les poblacions més properes.